# 엘로스만 에울레르 시우바 카바우칸치
엘로스만 에울레르 시우바 카바우칸치(포르투갈어: Elosman Euller Silva Cavalcanti, 1995년 1월 4일~)는 브라질의 축구 선수이다.

## 참고 문헌
- “엘로스만 에울레르 시우바 카바우칸치”. 《서울 이랜드 FC》. 이랜드스포츠.